# Томмази, Дамиано
Дамиа́но Томма́зи (итал. Damiano Tommasi; 17 мая 1974, Неграр, Венеция) — итальянский футболист, и политик. Выступал за сборную Италии. Участник чемпионата мира 2002 года, Олимпийских игр 1996 года. С 27 июня 2022 года занимает должность мэра города Верона.

## Карьера

### Клубная
Начинал играть в команде второго по силе итальянского дивизиона «Верона». В 1996 году по приглашению Карлоса Бьянки перешёл в римскую «Рому». Имел постоянное место в составе, в 2001 году стал чемпионом Италии и обладателем Суперкубка. По итогам 2001 года по опросу иностранных журналистов, работающих в Италии, был признан лучшим спортсменом страны, был выдвинут на соискание награды «Золотой мяч».
22 июля 2004 года в товарищеском матче против «Сток Сити» («Рома» победила 2:0), проходившем в австрийском местечке Ирднинг, в столкновении с защитником английского клуба Джерри Таггартом получил крайне тяжёлую травму — разрыв крестообразных связок колена и выбыл из строя более чем на год. Незадолго до этого полузащитником интересовался московский «Спартак», в то время возглавляемый итальянским тренером Невио Скалой.
Восстановившись после травмы, Томмази ещё сезон отыграл за «Рому», а летом 2006 года перешёл в испанский «Леванте», только что вышедший в высшую лигу Испании. По словам Дамиано, переход был совершён, поскольку его «перестала радовать атмосфера итальянского футбола». После двух сезонов в Испании, по итогам которых «Леванте» занимал 15-е и 20-е места и (после второго сезона) вылетел во вторую лигу, Томмази покинул клуб. В сентябре 2008 года он заключил однолетний контракт с клубом первого английского дивизиона «Куинз Парк Рейнджерс», но уже в январе 2009 года действие контракта было прекращено. В феврале 2009 принял предложение китайского клуба «Тяньцзинь Тэда». После одно сезона в китайском клубе, решил вернуться на родину в Италию, и 13 декабря 2009 перешёл в любительский клуб Sant’Anna d’Alfaedo, где играют его 2 брата.

### В сборной
На чемпионате мира 2002 года провёл все четыре игры в составе сборной Италии.

### Управленец
9 мая 2011 года назначен президентом Итальянской ассоциации футболистов (Associazione Italiana Calciatori). Сменил на этом посту основателя и бессменного руководителя (с 1968 года) данной организации Серджо Кампану. 29 июня 2020 года ушёл в отставку по истечении срока полномочий. Исполняющим обязанности президента до даты новых выборов стал вице-президент организации Умберто Кальканьо (бывший полузащитник, чемпион Италии 1990/91 в составе «Сампдории»). 30 ноября 2020 года Кальканьо избран новым президентом AIC.

## Личная жизнь
Дамиано Томаззи родился в 1974 году в небольшом городке Неграр в провинции Верона. Женат, четверо детей. Известен своей благотворительной деятельностью, за которую в 2005 году был удостоен премии.

## Достижения
- Чемпион Италии: 2000/01
- Обладатель Суперкубка Италии: 2001
- Чемпион Европы среди молодёжных команд: 1996